# Арнакуагсак
Арнакуагсак («старая женщина из моря») — в эскимосской мифологии была одним из основных морских божеств. Арнакуагсак проживала на дне океана. Она повелевала морскими млекопитающими и была ответственной за то, чтобы охотники могли добыть достаточное количество пищи, чтобы народ оставался здоровым и сильным. Её почитали в основном в Гренландии, однако она полностью эквивалентна канадским Седне или Арнапкапфаалук и аляскской Нерривик.
Альтернативными вариантами произнесения являются Арнаркагсаг, Арнакуа’гсак